# María Jose Olaziregi Alustiza
María Jose Olaziregi Alustiza (San Sebastián, Guipúzcoa, 6 de abril de 1963) es una doctora en Filología Vasca e investigadora especializada en historia y crítica de literatura vasca. Es también profesora catedrática de literatura vasca en la Universidad del País Vasco. 

## Biografía
María Jose Olaziregi nació en San Sebastián en 1963 y se doctoró en Filología Vasca, especialidad en literatura vasca, en 1997 con la tesis doctoral Literatura eta irakurlea. Testu-estrategietatik soziologiara Bernardo Atxagaren unibertso literarioan (Literatura y lector). De las estrategias textuales a la sociología en el universo literario de Bernardo Atxaga) en la Universidad del País Vasco (Euskal Herriko Unibertsitatea, UPV/EHU). Realizó estudios de Master en la University of East-Anglia (Inglaterra) y en la barcelonesa Universitat Ramon Llull.
De 2007 a 2009 fue profesora en el Centro de Estudios Vascos (Nevada University, Reno, EE. UU.) y profesora invitada en la Universidad de Constanza (Alemania) durante el año académico 2009-2010. Ha sido "Koldo Mitxelena Visiting Chair" en la University of Chicago (curso 2015-2016) y "Bernardo Atxaga Visiting Chair" en el Graduate Center de la City University of New York  (2014-2015). Además, ha impartido conferencias y seminarios en multitud de universidades europeas y americanas.
Es miembro correspondiente de la Real Academia de la Lengua Vasca desde 2003.
En 2010 fue nombrada Directora para la promoción y difusión del euskera en el Instituto Vasco Etxepare, cargo que ejerció hasta 2016. Es directora y creadora del Portal Multilingüe de Literatura Vasca, www.basqueliterature.com y, desde el año 2004, directora de la colección de literatura vasca traducida: Basque Literature Series, del Center for Basque Studies (University of Nevada, Reno).
Sus ámbitos de investigación abarcan la Teoría y la Crítica Literaria, la Historiografía de la Literatura Vasca, la Sociología de la Literatura y la Literatura Comparada así como en Estudios de Género. Sus estudios han sido traducidos a varios idiomas.
Es profesora catedrática de la Facultad de letras de la Universidad del País Vasco, en el departamento de Lingüística y Estudios Vascos, en Vitoria. Desde el año 2013, dirige el Grupo de Investigación Consolidado Memoria Histórica en las Literaturas Ibéricas (MHLI), grupo que tiene activos varios proyectos de investigación. Ha escrito 11 libros, editado otros 18, y publicado 92 capítulos de libro y 81 artículos en revistas indexadas.

## Obras
- Basque Literary History, 2012
- Writers in Between Languages. Minority Literatures in the Global Scene, 2009[8]
- Six Basque Poets, 2007

- Waking the Hedgehog. The Literary Universe of Bernardo Atxaga, 2005[9]
- An Anthology of Basque Short Stories, 2004
- Mende berrirako ipuinak. Antología, 2005
- Pintxos. Nuevos cuentos vascos, 2005[10]
- Euskal Kritika, Gaur / La Critica Vasca Hoy / Critique Basque, 2002[11]
- Euskal eleberriaren historia (Historia de la Novela en Lengua Vasca), 2002
- Leyendo a Bernardo Atxaga, 2001[12]
- Ramon Saizarbitoriaren unibertso literarioa (El universo literario de Ramón Saizarbitoria), 2001
- Intimismoaz haraindi, 1999[13]
- Euskal gazteen irakurzaletasuna (Los hábitos de lectura de los jóvenes vascos), 1998
- Bernardo Atxagaren irakurlea, 1998[14]
- Bernardo Atxagaren harrera literarioa, 1994[15]
- Euskarazko haur eta gazte literatura idazleak  (Escritores de literatura infantil y juvenil en Euskara), 1989

## Premios
- IX Premio de Ensayo Becerro de Bengoa de la Diputación Foral de Álava, con Bernardo Atxagaren irakurlea.[16]